# جائزة موناكو الكبرى 1988
جائزة موناكو الكبرى 1988 هو سباق فورمولا 1 أقيم بتاريخ 15 مايو 1988 في حلبة موناكو، مونت كارلو. كان الثالث من أصل 16 في بطولة العالم لسباقات الفورمولا واحد موسم 1988. حلّ الفرنسي ألن بروست أولا بينما جاء النمساوي غيرهارد بيرغر في المركز الثاني وحصل على المركز الثالث الإيطالي ميكيلي ألبوريتو.